# 5e régiment du génie
Créé par la loi du 11 juillet 1889, le 5e régiment du génie (5e RG), régiment de l'armée de terre spécialisé dans les travaux de voies ferrées, était basé au camp des Matelots à Versailles, raccordé au réseau ferré en gare de Versailles-Matelots. Il appartenait, en dernier lieu, à la brigade du génie spécialisée dans les travaux lourds.
Le 5e RG était une composante à part entière de l'utilisation des chemins de fer militaires en France. Le 5e RG a été dissous le 10 juin 2010.

## Création et dénominations successives

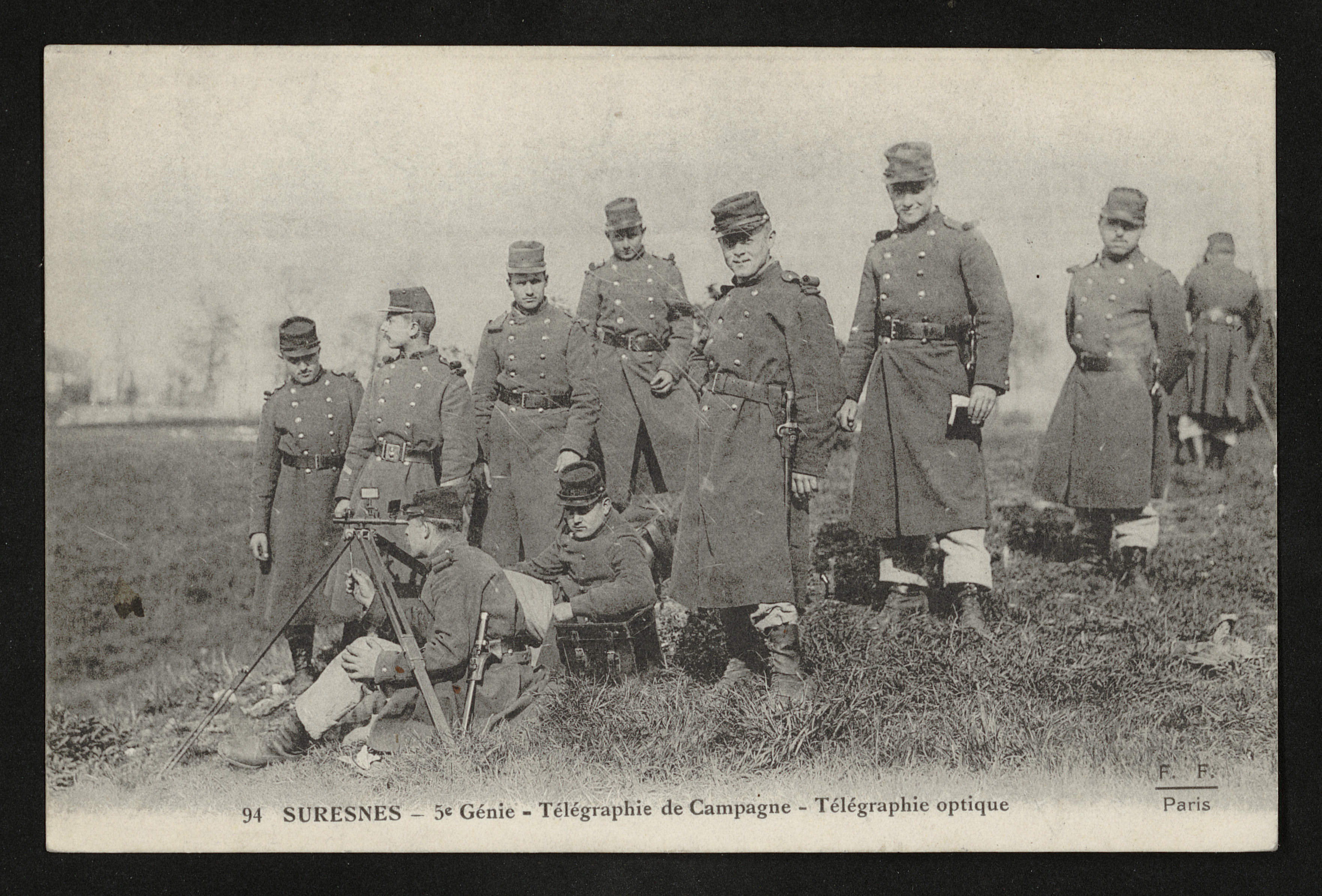
Membres du 5e régiment du génie à Suresnes, en 1900.

- le 11 juillet 1889 création du 5e régiment du Génie, dit régiment de sapeurs de chemins de fer ;
- le 1er septembre 1939 dépôt de guerre du Génie no 5, dissous après l'armistice signé le 22 juin 1940 ;
- le 1er novembre 1944 dissolution des unités de sapeurs de chemins de fer, remplacées par 9 compagnies de sapeurs de chemin de fer, placées sous les ordres du colonel commandant le centre d'organisation du Génie n° 36 (COG 36) qui devient successivement le centre d'organisation du Génie n° 5 (COG5) puis le centre d'organisation du Génie n°522 (COG522) et le 5e bataillon du Génie ;
- le 1er avril 1946 le 5e bataillon du Génie redevient le 5e régiment du Génie (5e RG) ;
- le 30 juin 2010 dissolution du 5e RG dont le 19e régiment du génie (19e RG), 53e compagnie spécialisée de réserve, reprend les missions en conservant une partie du patrimoine et des traditions.

## Colonels/chefs de corps
Liste complète
- 1889-1894 : le premier chef de corps est le colonel Marcille qui donne son nom à un système de ponts pour voie ferrée. Le chef de bataillon et futur maréchal Joffre appartient à son état-major de 1889 à 1891 ;
- 1894-1896 : colonel Delanne ;
- 1896-1897 : colonel Lefort ;
- 1897-1899 : colonel Marmier ;
- 1899-1900 : colonel Joffre ;
- 1900-1903 : colonel Richard de Regnaud de Lannoy de Bissy[note 1] ;
- 1906-1909 : colonel Cornille ;
- 7 août 1909 - 3 juillet 1910 : colonel Curmer ;
- 1910-1913 : colonel Hanoteau ;
- 1913-1914 : colonel Schlumberger ;
- 1914-1918 : colonel Bosvy ;
- 1914-1918 : colonel Chaudoye ;
- 1918-1919 : colonel Bachellery ;
- 1919-1921 : colonel Bosquet ;
- 1921 : lieutenant-colonel de Lastours ;
- 1921-1923 : colonel Gauthier ;
- 1925 : colonel Lefort ;
- 1929-1927 : colonel Rheims ;
- 1927-1929 : colonel Dreux ;
- 1930-1931 : colonel Philippe ;
- 1932-1933 : colonel Bertiere ;
- 1933-1935 : colonel Le Bourgeois ;
- 1935-1937 : colonel Aymard ;
- 1937-1939 : colonel Colette ;
- 1939-1944 : colonel Bricout ;
- 1944-1946 : colonel Guet ;
- 1946 : colonel Truc ;
- 1946-1948 : colonel Ythier ;
- 1948-1950 : colonel Costet ;
- 1950-1951 : colonel Geoffroy ;
- 1951-1953 : colonel Nicolas ;
- 1953-1955 : colonel Roy ;
- 1955-1956 : colonel Legendre ;
- 1956-1958 : colonel Le Moigne ;
- 1958-1960 : colonel Garibal ;
- 1960-1961 : colonel Cayatte ;
- 1961-1962 : colonel Cabret ;
- novembre 1961 à 1962 : colonel Verdin ;
- 1962 : colonel Menut ;
- 1962-1965 : colonel Éraud ;
- 1965-1967 : colonel Ferauge ;
- 1967 : colonel Bruschet ;
- 1967-1969 : colonel Mannessier ;
- 1969-1971 : colonel Kornmann ;
- 1971-1973 : colonel Agostini ;
- 1973-1975 : colonel Barthez ;
- 12 septembre 1975 au 1er juillet 1977 : Colonel Hautefeuille ;
- 1977-1979 : colonel Couture ;
- 1979-1981 : colonel Aubertin ;
- 1981-1983 : colonel Decaix ;
- 1983-1984 : colonel Cazeaud ;
- 1984-1986[Quand ?] : lieutenant-colonel Moreau ;
- 2 juillet 1986 au 2 juillet 1989 : colonel Samson ;
- 2 juillet 1989 au 2 juillet 1991 : colonel Cazalaa ;
- 2 juillet 1991 au 2 juillet 1993 : colonel Saint-Macary ;
- 2 juillet 1993 au 2 juillet 1995 : colonel Graine ;
- 2 juillet 1995 au 2 juillet 1997 : colonel Le Couster ;
- 2 juillet 1997 au 2 septembre 1999 : colonel Gateau ;
- 3 septembre 1999 au 30 juillet 2001 : colonel Jaccottet ;
- 31 juillet 2001 au 2 juillet 2003 : colonel Grégo ;
- 2 juillet 2003 au 2 juillet 2005 : colonel Barillon ;
- 2 juillet 2005 au 2 juillet 2007 : colonel Porte ;
- 2 juillet 2007 au 2 juillet 2009 : colonel Guichard ;
- 2 juillet 2009 au 30 juin 2010 : colonel Perche.

## Historique des garnisons, combats et batailles du5eRG

### De 1871 à 1914

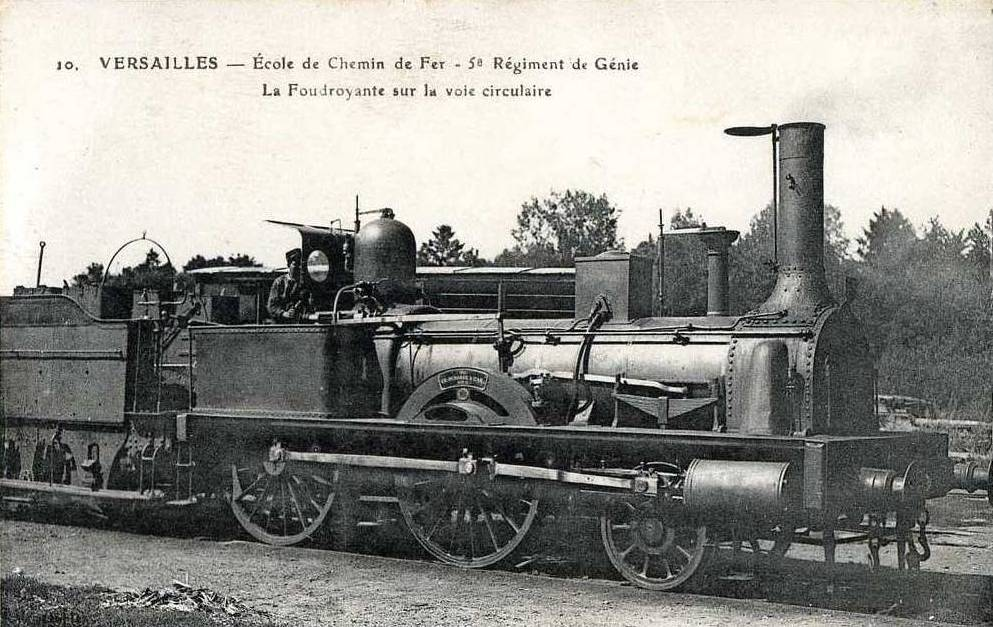
École de chemin de fer du 5e régiment du génie, Versailles-Matelots, 1916, La Foudroyante.

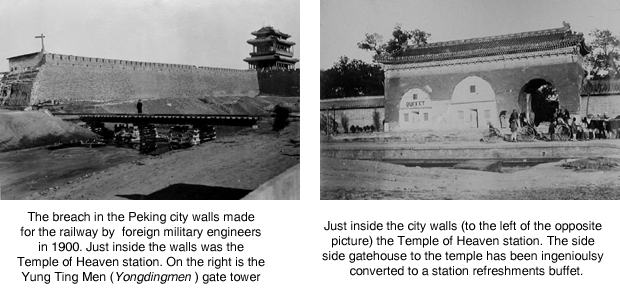
Gare du Temple du ciel.

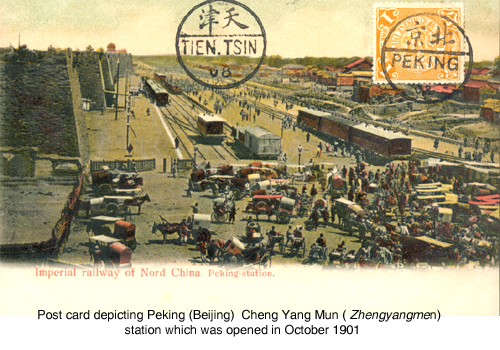
Gare Cheng Yang Mun (Zhengyangmen).

Après la guerre de 1870-1871, les unités de sapeurs de chemins de fer ne sont pas reconstituées. En 1876, réapparaissent les unités spécialisées, compagnies d'ouvriers de chemin de fer, qui seront regroupées à Satory en 1876 sous les ordres d'un chef de bataillon mais sans constituer une unité distincte. En 1876, les compagnies de chemin de fer rejoignent Versailles et forment deux bataillons spéciaux. Le 20e bataillon du 1er Génie est en garnison à Toul à la caserne Perrin-Brichambault. Le 4 juillet 1889, le 20e bataillon, spécialisé chemin de fer et les deux bataillons spéciaux passent au 5e régiment du génie.
Le 11 juillet 1889, le régiment de sapeurs de chemin de fer prend le no 5 ; il comprend trois bataillons à quatre compagnies.
Après sa création en 1889, le 5e régiment du génie hérite de l’exploitation de la ligne Chartres - Orléans. La Compagnie du Chemin de fer de Paris à Orléans conserve la gestion des gares de Chartres, Orléans et Voves. Seules la gare de Patay et cinq autres stations sont mises à la disposition des militaires qui doivent permettre aux cadres subalternes de pratiquer un service complet. Tout y était militaire, du guichetier au chef de gare, du chauffeur de locomotive aux agents d'exploitation. Deux raisons conduisaient à cela : la nécessité pour les personnels du 5e régiment du génie de pouvoir rouler en métropole et l'intérêt des sociétés privées chargées de la mise en œuvre d'un réseau ferré de pouvoir disposer de personnel qualifié pouvant aller dans les colonies françaises participer à l'exploitation des lignes qui ont fait l'objet de concession. Deux postes de bifurcation offrent la possibilité de former des aiguilleurs. Un trafic de dix trains permet la formation d’un nombre suffisant d’agents : les militaires prennent en charge le mouvement des trains, le service marchandises à grande vitesse et éventuellement la conduite sous réserve d’avoir suivi un stage au dépôt de Chartres.
Les employés des compagnies de chemin de fer étaient affectés aux 21e, 22e  et 23e bataillons du 5e RG, pendant leur service militaire et comme réserviste. Les sapeurs de chemins de fer pouvaient être détachés dans les réseaux.
En 1901, création du 24e bataillon du 5e RG qui réunit les personnels colombophiles et télégraphistes militaires et prend garnison au Mont-Valérien, puis passe au 8e régiment de génie en 1912.
En 1901, la Compagnie 23/3, commandée par le Capitaine Guyot a ouvert les remparts de Pékin et construit la partie intramuros de la gare Zhengyangmen. Cette opération a été rendue possible après la réalisation d'une carte de la ville établie d'après les photographies aériennes réalisées par la section d'aérostiers du 1er régiment du génie.

### Première Guerre mondiale
À la mobilisation, le 5e régiment du Génie était composé de 32 compagnies : 16 d'active (numérotées de 1 à 16), 16 de réserve (17 à 32) et 4 territoriales (1T à 4T). Les bataillons sont numérotés de 1 à … dans la spécialité.
Dès septembre 1914, le 5e régiment du Génie verse à l'artillerie ses spécialistes en voie de 0,60 m. Si le 5e régiment du Génie construit et exploite les voies normales (1 435 mm), il exploite sans les construire les autres types de voies, les règles d'exploitation étant identiques. Pendant la Première Guerre mondiale, le régiment est à la disposition du Président du Conseil (le chef du gouvernement sous la Troisième République). Le 5e RG est exclusivement orienté vers la voie normale. Ses missions sont doubles : mise en valeur des territoires et colonies françaises d'une part et transport logistique sur les arrières, actions de freinage en 1er échelon et maintien d'itinéraire en 2e échelon d'autre part. Cette spécificité explique entre autres l'appartenance du 5e RG à la réserve ministérielle aux premiers jours de la Première Guerre mondiale.
Par la suite, le tonnage de la logistique a totalement saturé les capacités du commandement de la logistique et il ne rentrait pas dans les missions du 5e RG d'exploiter le fret. La 3e Direction a donc pris en charge sa propre logistique. La 4e Direction, elle, a continué de se focaliser sur sa mission première : l'ouverture, le rétablissement et le maintien d'itinéraire logistique. Au 5e RG, l'infrastructure jusqu'à la rupture de charge, structures incluses, aux régiments d'artillerie, le reste. Il est notamment meneur sur la création du port de Bonneuil-sur-Marne.

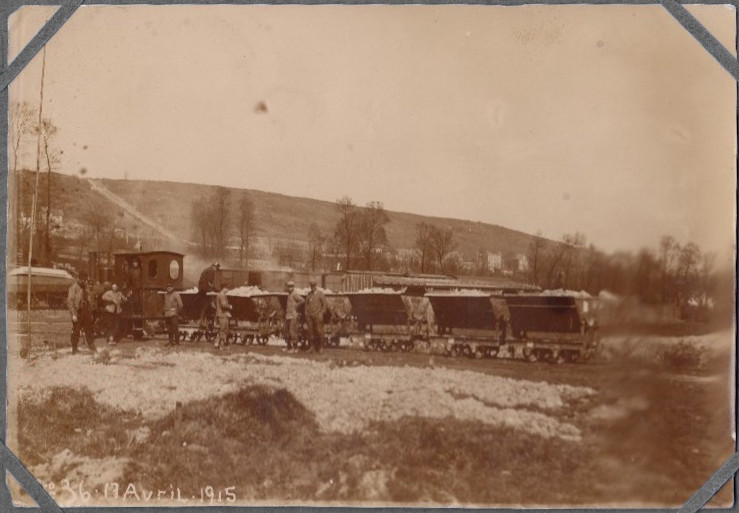
Locomotive à voie etroite et wagonnets - N° 36, 17 avril 1915 - Poilu du 5e Régiment de Génie

Le régiment instruit et forme tous les cheminots responsables de l'établissement des voies normales ainsi que des voies de 0,60 m.
Le 5e régiment du Génie vit pendant la guerre 1914-1918, ses effectifs s'élever peu à peu à 85 compagnies, groupant 450 officiers et 21 500 hommes. Un total de près de 100 000 hommes au 5e RG, dont les coolies chinois, les travailleurs indochinois et malgaches, fut atteint en 1917.
En 1918, ils avaient reconstruit 7 000 km de voies ferrées, 4 500 mètres de pont et 4 000 mètres d'estacade. Le 5e RG a réalisé la majeure partie des 7 500 km de voie ferrée construits pendant le conflit.

### Entre-deux-guerres

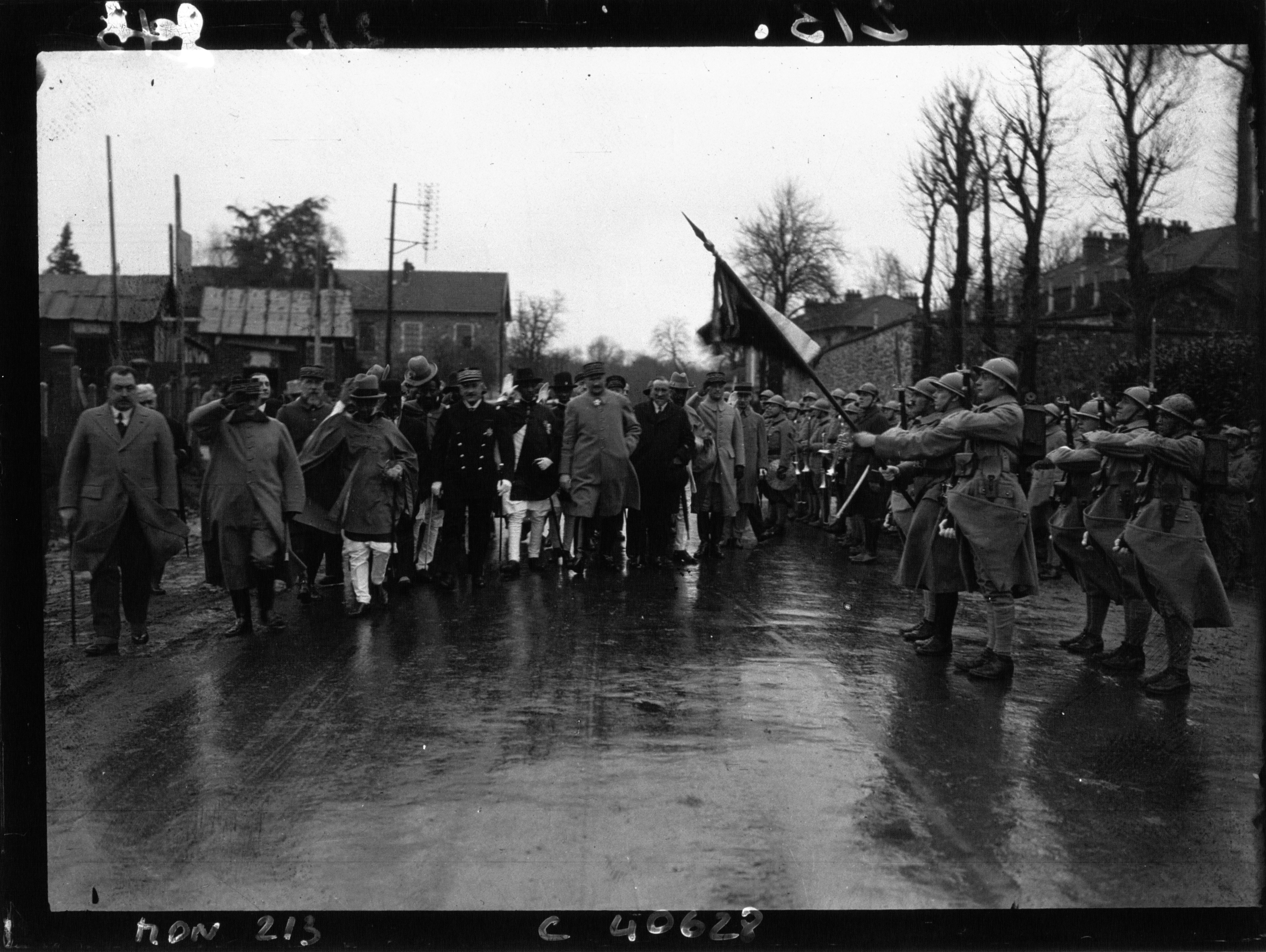
Le 5e génie est passé en revue par le prince Amha Sélassié à Satory le 6 janvier 1932.

À partir de 1920, les compagnies du 5e RG, venues d'Afrique du Nord, rejoignent leur affectation d'origine. Les autres sont réparties en bataillons dont : un bataillon au Maroc (51e bataillon) en 1925, un au Levant (53e bataillon), un à l'Armée du Rhin (52e bataillon), trois compagnies voie ferrée au Maroc, quatre compagnies voie ferrée en Allemagne, deux compagnies voie ferrée à Constantinople, les autres restant en portion centrale.
Les effectifs resteront importants jusqu'en 1925 pour la reconstruction des infrastructures ferroviaires des treize départements dévastés par la guerre.
Le 52e RG est stationné à Trèves Quartier de la Malmaison, du 1er janvier 1922 au 25 octobre 1927. Après la dissolution de l'Armée du Rhin, son bataillon voie ferrée rejoint le 15e régiment du génie.

### Seconde Guerre mondiale

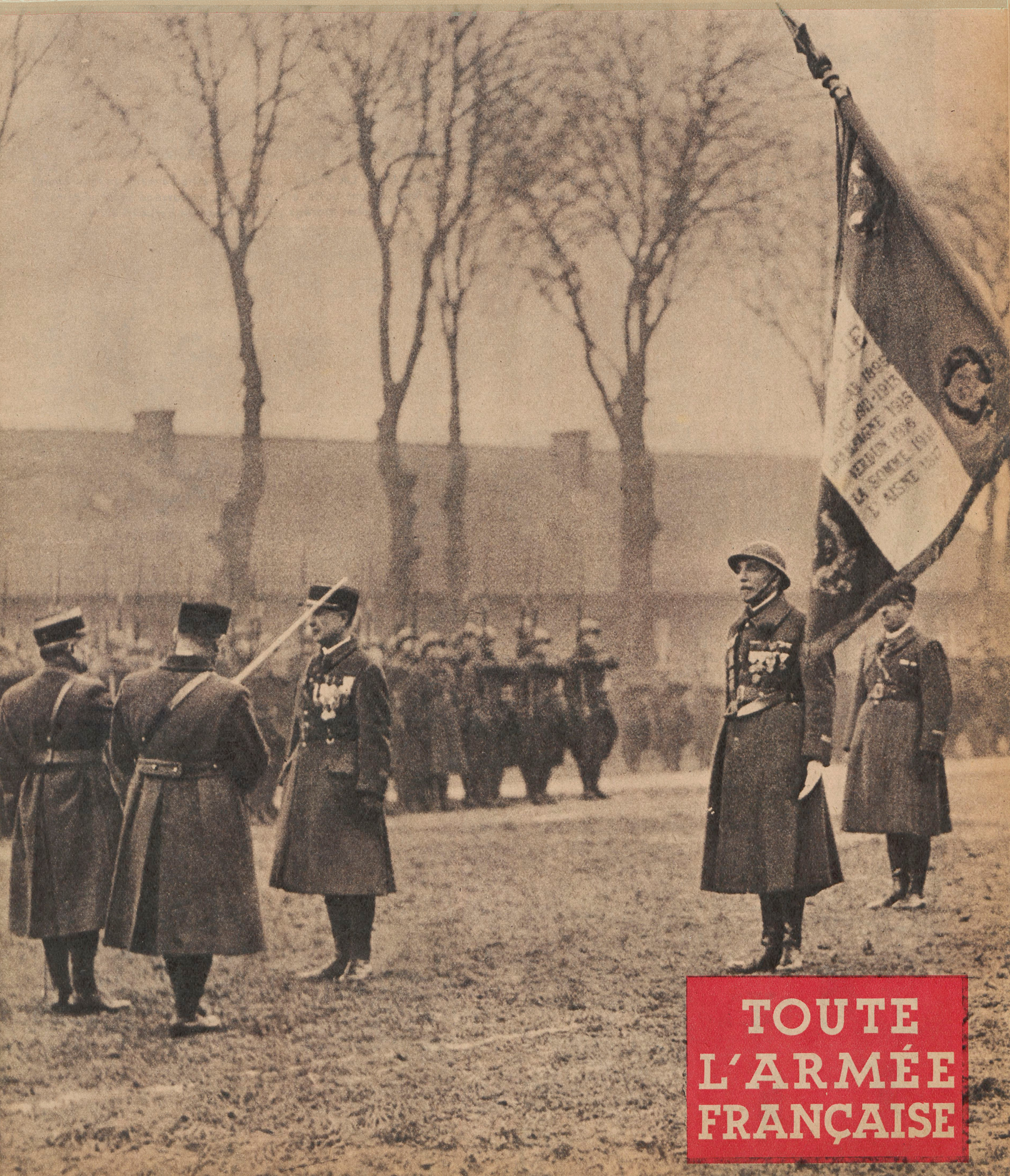
Le drapeau du 5e REG lors d'une prise d'arme en janvier 1940.

En 1939, le 5e RG installe les camps d'Argelès et du Barcarès (Pyrénées-Orientales) puis effectue des travaux sur le port de Lorient. Début juin 1940, le 5e RG est envoyé le long de la frontière belge afin de faire sauter voies ferrées, aiguillages, etc. De nombreux soldats sont mitraillés par les Allemands.
Deux compagnies passent en Suisse le 19 juin 1940. Le lieutenant Chemel commandait la 542e compagnie, il restera avec la section d'arrière-garde chargée de faire sauter les voies derrière eux. Cette section passera ensuite sous le commandement du lieutenant Baron le 19 juin 1940 au passage en Suisse, on pense que[évasif] le lieutenant Chemel a rejoint Londres. Les deux compagnies, ou ce qu'il en reste, seront internées en Suisse du 20 juin 1940 à février 1941. Après la guerre, ces deux compagnies ne seront reconnues ni combattantes, ni prisonnières.
Après l'armistice de 1940, 3 000 sapeurs du régiment sont prisonniers en Allemagne. Certains rejoignent les mouvements de résistance,.
À partir de septembre 1944, durant les campagnes de France et d'Allemagne, les unités du 5e apportent leur aide dans la reconstruction des ouvrages d'art. Elles participent à la bataille d'Alsace et au franchissement du Rhin au sein de la 1re armée. Notamment, entre le 23 avril et le 30 juin 1945, les compagnies 5/1 et 5/5 SCF réalisent la construction du pont-rail de Kehl, avec le concours du 1051e Engineers U.S. Army. Ce pont assurera seul l'ensemble du trafic ferroviaire entre la France et l'Allemagne passant par Strasbourg de 1946 à 1956.

### De 1945 à la dissolution
Les missions du régiment sont redéfinies à la Libération. Sa devise devient « Partout, Toujours, Réaliser » en 1946.

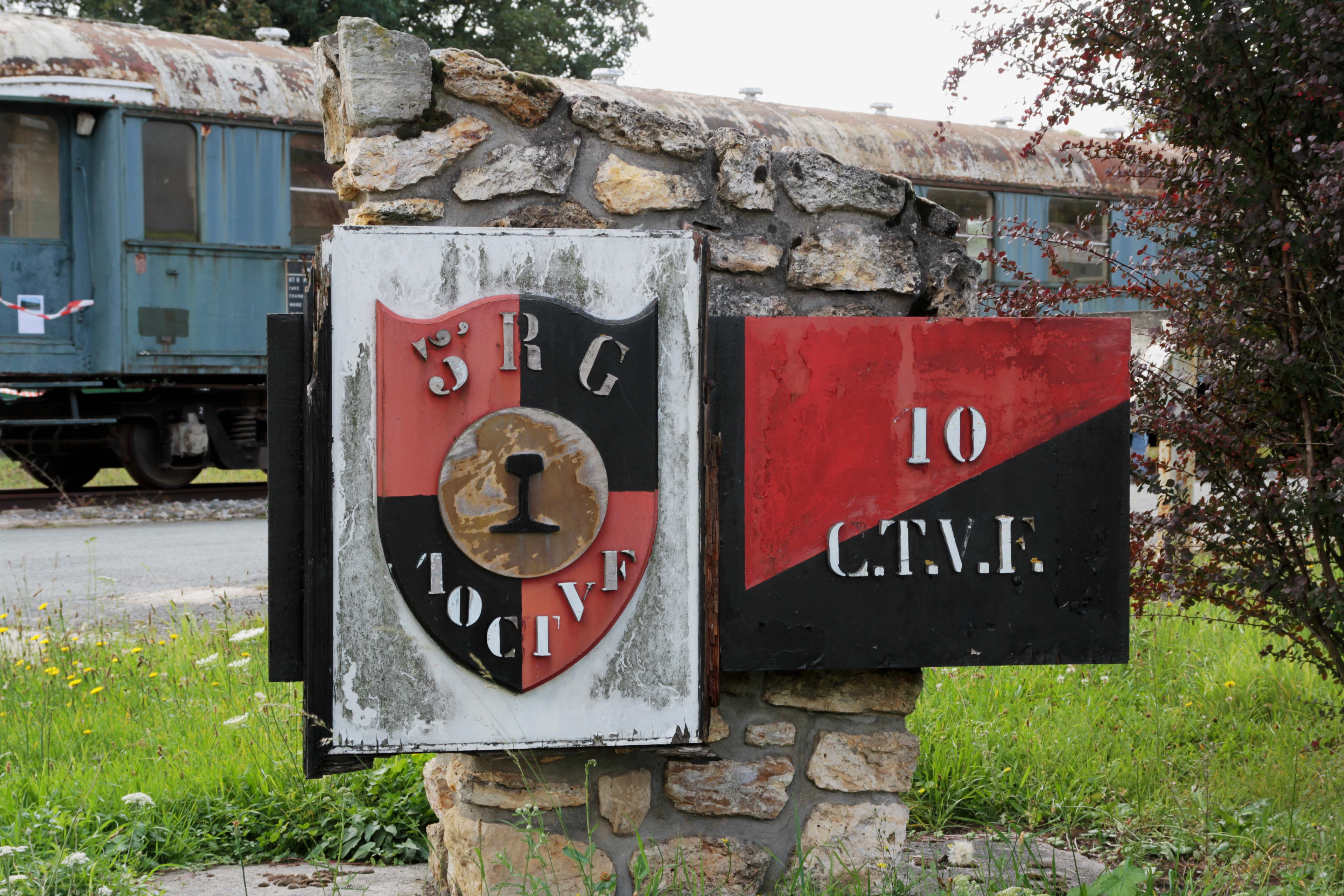
Insigne de la 10e CTVF du 5e RG en 2011.

Dans les années 1957/1960, le 5e Génie est présent en Algérie où il est représenté par 2 compagnies de travaux lourds (TL) ; la compagnie 5/1 dont une section assure le renouvellement de la voie ferrée (voie unique) entre Aïn Sefra et Colomb-Béchar est cantonnée à Aïn Sefra puis Colomb-Béchar ; la compagnie 5/4 est cantonnée à proximité d'Alger et ses différentes sections assurent la remise en état des ouvrages d'art endommagés par les attentats dans l'Algérois et le Constantinois.
Il est également représenté au 3e bureau de l'état-major de la 10erégion militaire par le capitaine Grillot
De novembre 1961 à mai 1963, le 5e RG comprenait 2 compagnies d'instruction A et B, la 21e compagnie de commandement, le bataillon de travaux lourds (Capitaine Courtois) avec la compagnie C dont certains sapeurs construisaient des voies ferrées vers Pontault-Combault.
Les sapeurs du 5e régiment du génie faisaient une partie de leur stage traction au dépôt de locomotives de Trappes.
En 1977, le 5e RG devient le 5e régiment du génie de division blindée (RGDB). Il conserve une composante voies ferrées.
En 1984, il change de structure et abandonne le format RGDB. Ses 6e et 7e compagnies rejoignent le 34e régiment du génie à Épernay. D'autres sont dirigées vers Mourmelon pour renforcer le 72e régiment du génie nouvellement créé.
En 1994, le régiment accueille le 21e régiment du génie de réserve.
En 1998, le 5e RG devient le régiment de travaux lourds de l'armée de terre.

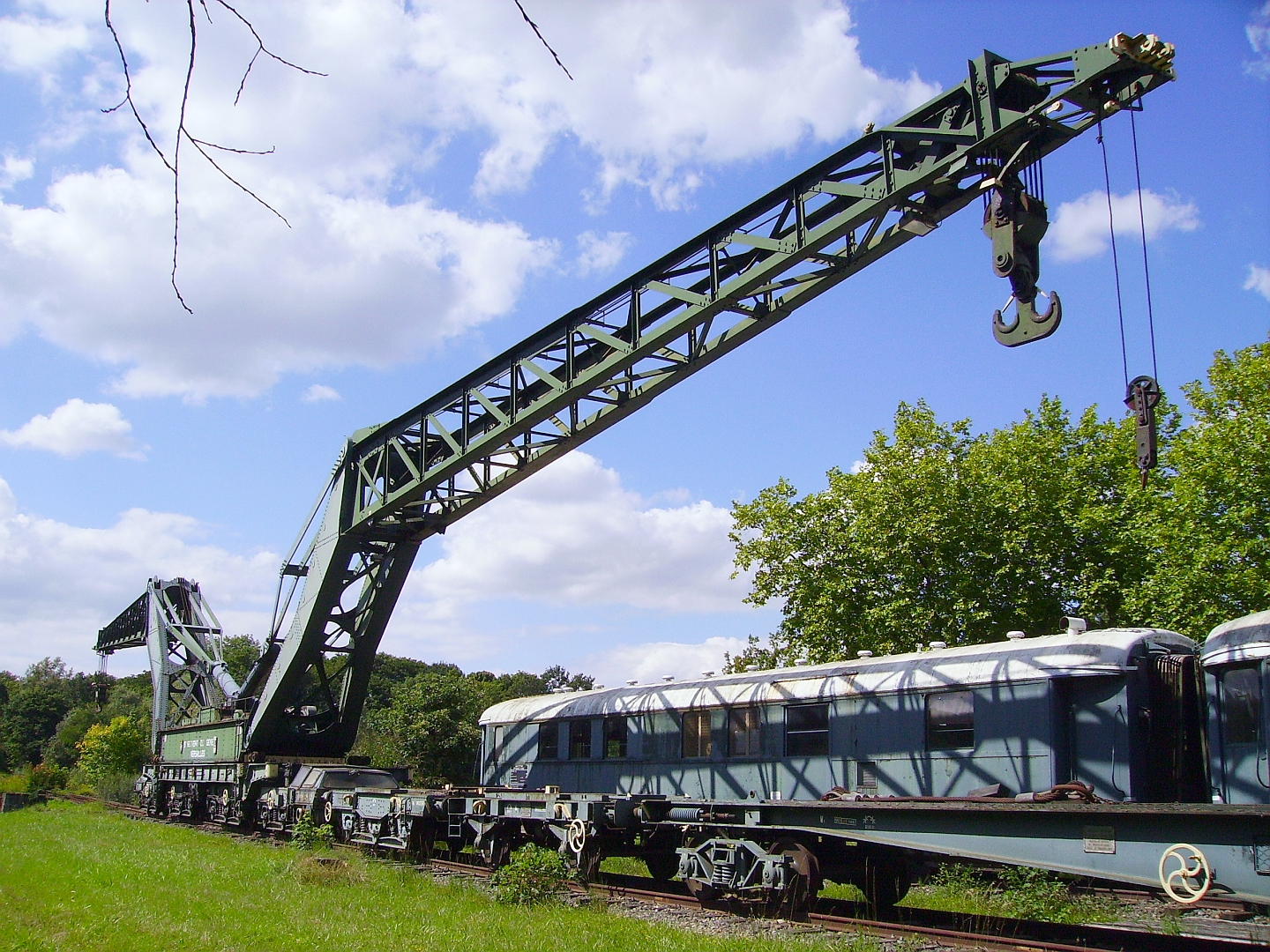
Le Diplodocus du 5e régiment du Génie de Versailles, le 23/08/2008.

Il possède divers éléments militaires et ferroviaires.
Le parc ferroviaire comporte ainsi plusieurs locotracteurs type Y 7400, des voitures et des wagons parfois anciens, certains en livrée camouflage OTAN ainsi qu'une grue ferroviaire pour la pose d'éléments de ponts Diplodocus, appelé aussi engin poseur de travures de voies ferrées (EPTVF) (sections de voies « pré-montées »), pesant 218 tonnes et classé au titre objet des monuments historiques en 2005.
Le 5e RG organisait tous les ans des journées portes ouvertes autour du double thème du train et du génie militaire.
À la suite de la réforme des armées lancée en 2008 après l'adoption du livre blanc sur la défense, le 24 juillet 2008, François Fillon (Premier ministre) et Hervé Morin (ministre de la Défense) ont annoncé la dissolution du 5e RG. Le 10 juin 2010, le 5e RG n'est plus. Ses missions sont reprises par le 19e régiment du génie.

## Dernière composition

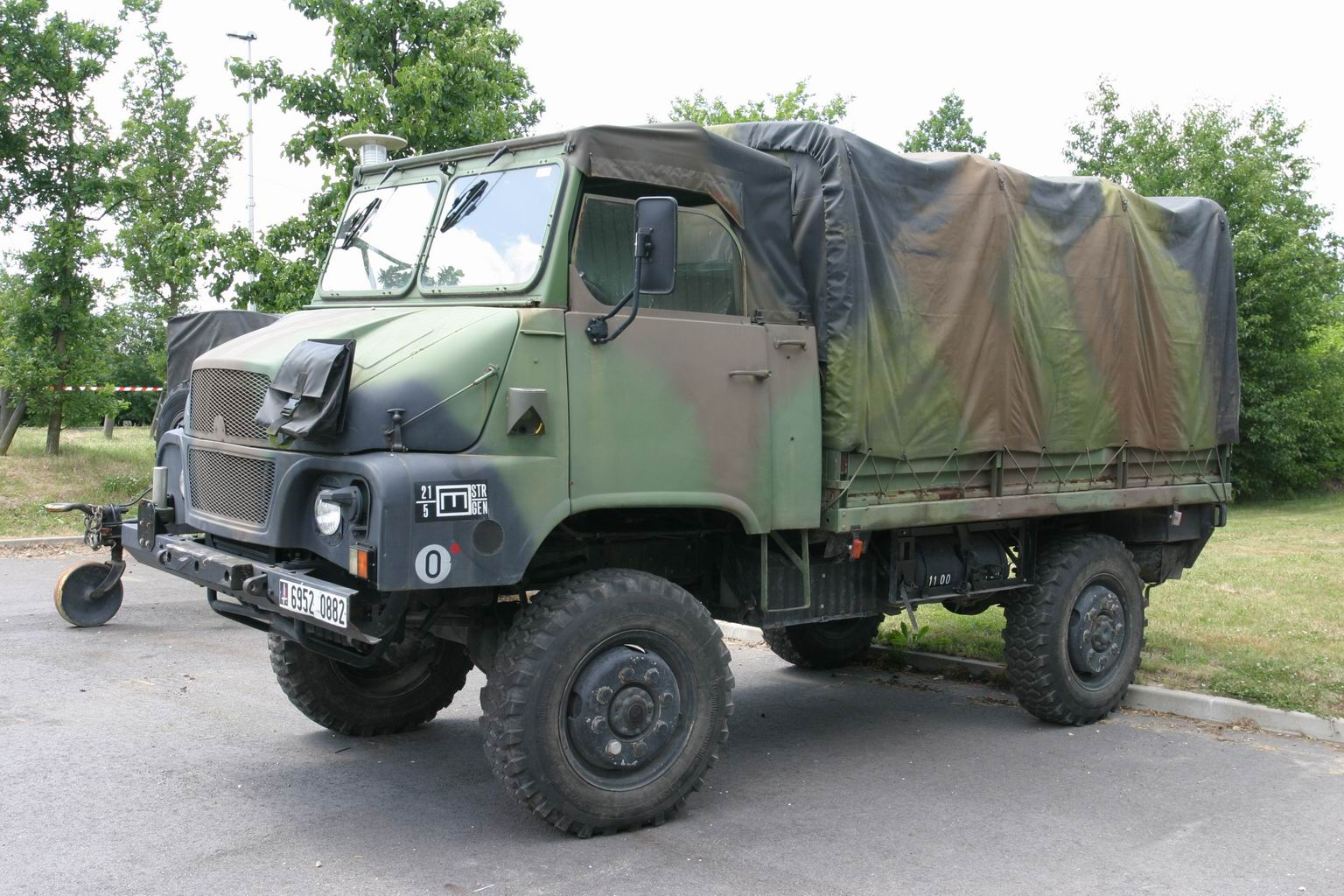
Simca Marmon de la 21e compagnie du 5e RG.

La dernière composition du régiment est la suivante :
- une compagnie de commandement et de logistique (21e CCL) à Versailles ;
- une compagnie d'administration et de soutien (12e CAS) à Versailles ;
- une compagnie de travaux de voies ferrées (10e CTVF) à Versailles ;
- une compagnie de travaux (1 CT) à Mourmelon-le-grand;
- une compagnie de travaux (2e CT) à Mailly-le-Camp ;
- une compagnie de travaux (3e CT) à Canjuers ;
- une compagnie de réserve, travaux lourds et travaux de voies ferrées (5e CT) à Versailles ;
- une compagnie de réserve, type Proterre (6e UIR) à Versailles.

## Inscriptions sur le drapeau
Il porte, cousues en lettres d'or dans ses plis, les inscriptions suivantes :
- Madagascar 1895 ;
- Maroc 1911-1913 ;
- Champagne 1915

- Verdun 1916 ;
- La Somme 1916 ;
- L'Aisne 1917.

## Devise

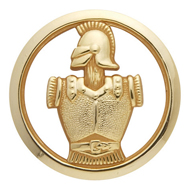
Insigne de béret du génie.

« Partout, toujours, réaliser ».

## Insigne
Description héraldique : écu français ancien écartelé au 1 et 4 de gueules, au 2 au 3 de sable. En pointe, écu aux armes de la ville de Versailles. En cœur, rondache d’argent à une locomotive franchissant un pont, le tout gravé dans le plan de l’écu. Brochant la rondache en chef, chiffre 5. Sur listel d’or, la devise « Partout, toujours, réaliser ».
Fabrication Drago, homologué H. 212 le 13 juin 1947

## Personnalités ayant servi au5eRG
- Albert Clément, pilote automobile ;
- Léonard Bordes (1898-1969), peintre ;
- Jean Desmaisons, compagnon de la Libération ;
- Georges Conrad, illustrateur ;
- Joseph Joffre comme chef de bataillon ;
- André Renaudin, journaliste[18] ;
- Max Éraud, président de la Fédération sportive et culturelle de France[réf. nécessaire] ;
- Richard Ruben, humoriste-comédien[réf. nécessaire] ;
- Pierre Garcia-Fons, peintre et sculpteur.
- Jacques Fortuné, dessinateur humoristique et caricaturiste[réf. nécessaire] (1929-2019).

## Systèmes militaires
- Système Péchot ;
- Ligne Maginot.

## Chemins de fer militaires préservés
- Le chemin de fer Péchot du Fort de Villey-le-Sec ;
- Chemin de fer Froissy-Dompierre.
- Voie Sacrée ferroviaire à Bar-le-duc

## Régiments de chemins de fer militaire
- 68e régiment d'artillerie ;
- 15e régiment du génie.

## Sources et bibliographie
- Historique du 5e régiment du génie (1914-1919) : campagne contre l'Allemagne, 1920, 125 p., lire en ligne sur Gallica.
- Précis des unités du Génie de 1793 à 1993 (ND) par le Cne(er) Giudicelli et le Maj(er) Dupire.
- Manuel complet de fortification par H. Plessix et É. Legrand-Girarde. 3e édition 1909 la 4e partie, page 743 et suivantes, traite de l'organisation du Génie, des missions et travaux du Génie.
- Delpey, capitaine, 5e régiment du Génie - Historique, dactylographié, 122 p. illustré, nlnd.
- Fabrice Hamelin, Le 5e Régiment du Génie, d'hier et d'aujourd'hui, Lavauzelle, Panazol, 1997.
- Manuel du poseur, Génie militaire français.
- Pierre Vincent, Le colonel Richard de Regnauld de Lannoy de Bissy (1844-1906), ingénieur militaire et cartographe (Académie de Savoie, 17 mai 1989), 1989.`